# Friedman-Test (Statistik)
Der Friedman-Test ist ein statistischer Test zur Untersuchung von drei oder mehr gepaarten Stichproben auf Gleichheit des Lageparameters. Er setzt keine Normalverteilung der Daten in den Stichproben voraus und zählt zu den nichtparametrischen Verfahren. Er ist eine Erweiterung des Vorzeichentests auf die Anwendung für mehr als zwei Stichproben und eine parameterfreie Alternative zur Varianzanalyse mit wiederholten Messungen. Benannt wurde der Test nach dem amerikanischen Wirtschaftswissenschaftler Milton Friedman, der ihn entwickelt hat und 1937 in der Fachzeitschrift Journal of the American Statistical Association veröffentlichte. Eine Erweiterung des Friedman-Tests für die Anwendung auf Datensätze mit fehlenden Werten ist der Durbin-Skillings-Mack-Test.

## Testbeschreibung
Der Friedman-Test setzt voraus, dass die Werte zwischen den Stichproben gepaart und innerhalb der Stichproben unabhängig voneinander sind. Die Analyse beruht auf einer Sortierung der Werte in jedem gepaarten Satz von Daten vom kleinsten zum größten Wert, wobei jeder Wertesatz separat sortiert wird. Anschließend werden die Ränge in jeder Stichprobe addiert. Der p-Wert als Maß für die statistische Signifikanz ist dabei umso geringer, je größer die Unterschiede zwischen den Rangsummen der einzelnen Stichproben sind.
Unter der Voraussetzung, dass die untersuchten Stichproben eine vergleichbare Häufigkeitsverteilung aufweisen, ist die Nullhypothese des Tests die Annahme, dass zwischen den Stichproben kein Unterschied in der Lage besteht. Ein p-Wert kleiner 0,05 wird deshalb im Allgemeinen so interpretiert, dass sich der Medianwert mindestens einer der untersuchten Stichproben signifikant von dem der anderen Stichproben unterscheidet. Erhebliche Unterschiede hinsichtlich der Verteilung können jedoch bei vergleichbarer Lage ebenfalls zu einem signifikanten p-Wert führen.

## Alternative Verfahren
Der Friedman-Test ist eine parameterfreie Alternative zur parametrischen Varianzanalyse mit wiederholten Messungen, falls deren Voraussetzungen nicht erfüllt sind. Statt des Friedman-Tests kann auch der ebenfalls nichtparametrische Quade-Test verwendet werden. Dieser weist in der Regel für den Vergleich von bis zu fünf Stichproben eine höhere Teststärke auf, während der Friedman-Test für mehr als fünf Stichproben in den meisten Fällen als teststärker gilt. Der Quade-Test ist dem Friedman-Test außerdem deutlich überlegen bei Daten mit unterschiedlichen Spannweiten in den einzelnen Stichproben, da beim Quade-Test anders als beim Friedman-Test die Spannweite zur Gewichtung der Einzelränge genutzt wird. Andererseits ist die Anwendung des Friedman-Tests im Gegensatz zum Quade-Test auch bei ordinalskalierten Daten möglich, die beispielsweise als Rangdaten erhoben wurden oder auf der Rangtransformation von kardinalskalierten Messwerten beruhen, und für die demzufolge keine Spannweiten ermittelt werden können.
Der ebenfalls nichtparametrische Kruskal-Wallis-Test, der wie der Friedman-Test zur Varianzanalyse von drei oder mehr Stichproben verwendet wird, dient im Gegensatz zu diesem zum Vergleich von ungepaarten Daten. Ein parameterfreier Test zum Vergleich von zwei gepaarten Stichproben ist der Wilcoxon-Vorzeichen-Rang-Test. Dessen Anwendung für multiple Zwei-Gruppen-Vergleiche zwischen mehreren Stichproben ist jedoch entweder auf wenige im Voraus geplante Vergleiche zu beschränken oder durch eine Korrektur der Alphafehler-Kumulierung zu ergänzen, die beispielsweise mit der Bonferroni-Methode durchgeführt werden kann.
Der von John Skillings und Gregory Mack entwickelte Skillings-Mack-Test, aufgrund von vorherigen Untersuchungen von James Durbin auch als Durbin-Skillings-Mack-Test bezeichnet, ist eine Verallgemeinerung des Friedman-Tests auf Datensätze mit fehlenden Werten. Bei vollständigen Datensätzen ist er äquivalent zum Friedman-Test.